# 拉魯Ω古拉德
《拉魯Ω古拉德》（日語：BLUE DRAGON ラルΩグラド）是由鷹野常雄擔任原作以及漫畫家小畑健作畫的漫畫，台灣中文版由東立出版社出版。

## 簡介
連載的話數單位是「TALE」，每話的標題都是一個英文單字。
根據原作鷹野常雄的說法，作品名稱中的「Ω」其實不是指希臘文的最後一個字母，而是指希臘神話中龍首的記號「☊」。

## 劇情大意
這個故事是描述體內有著影獸－藍龍古拉德的少年拉魯，為了打倒為亂光明世界的黑暗女王而踏上冒險旅程的故事。

## 登場人物

### 對抗黑暗女王的人

#### 拉魯一行人
拉魯
本書主角，體內寄宿著影獸的少年，因為體內有龍的關係而被自己的親生父親菲來德城城主羅伊下令囚禁在黑暗中達15年。他的身分上應該是菲來德城的王子，也有專門的家庭教師－蜜歐給予教育。因為被關在無法和外界做太多接觸的黑暗之中，所以有著無垢的心靈，另一方面他也對把他關在黑暗中的人類（親生父親羅伊）及造成一切的元兇（黑暗女王）感到怨恨，抱著要復仇的想法。在被釋放後對外面的世界廣大感到新奇，也注意到蜜歐老師的身體和自己不同，因而對女性感到興趣（尤其是胸部），並下定要為了保護女人而對抗黑暗女王的決心，在稱讚年幼的阿伊阿的可愛時，曾自稱是個蘿莉控。
因為古拉德給予的力量的關係，所以拉魯的身體可以部分變成龍的樣子，手變成龍的爪，背上長出龍的翼，也能從口中吐出火球。當古拉德還在拉魯體內時，拉魯的體表覆蓋著龍形的鱗片，不過當龍從影子中現形時，拉魯身上的龍形鱗片就會消失，但是還是能使用龍給予的堅硬皮膚。
最後為了對抗黑暗女王能以眼光攻擊影獸的能力，和古拉德融合成了「拉魯古拉德」，在黑暗世界復活後一起到了黑暗世界中了。
古拉德
寄宿在拉魯體內被稱作「狂亂的魔獸藍龍」的影獸，為了打倒使黑暗世界消失的黑暗女王而和拉魯合作，和拉魯是保持在「特殊融合」的關係，給予拉魯力量。外形為一隻巨大的龍，身上的鬃毛像是利器銳利，最強的武器是自口中吐出的「青色火焰」，因為清楚人類的智慧比影獸高，所以把主導權交給拉魯。一般而言都是聽從拉魯的命令戰鬥，可是要是發怒時就會自己使用青色火焰滅殺對手。
蜜歐
負責教育拉魯的女老師，在拉魯被關在黑暗中的十五年中給予他教育，得到拉魯的信任。性格溫厚，戴著眼鏡，巨乳。對影獸的知識豐富，再戰鬥時對於指出影受敵人的弱點幫助很大。原本身上沒有寄宿影獸，不過在TALE27時為了前往討伐黑暗女王時能夠保護自己，因此讓同樣想打倒黑暗女王回到黑暗世界的影獸共生，在結局時流淚目送回到黑暗世界的拉魯古拉德，不過在原定的結局中，本來是要設定讓蜜歐一樣和成為黑暗女王的柯莉完全融合後一起進入黑暗世界。
螳螂
和蜜歐共生的影獸，被稱作「硬鐮獸」。原本是為了打倒黑暗女王因而和嘉烈德合作的影獸之一，在救出被影獸抓走的男人們時，被送到其中一人的身上成為戰力，在前往討伐黑暗女王時，因為原宿主不想再度前往冒險，因此轉移到需要影獸的蜜歐老師身上，能以高速飛行，眼睛的部分覆蓋著硬殼，被拉魯說是和蜜歐的眼鏡很像。在黑暗女王滅亡，黑暗世界復活後回到了黑暗世界。
阿伊阿
和拉魯一樣是因為體內有影獸而被關在黑暗中的13歲女孩，非常可愛，體內寄宿著影獸咕嚕咕嚕。說話時會有口癖「阿伊」。
咕嚕咕嚕
和阿伊阿共生的影獸，外型看起來像變色龍，有很靈敏的聽力，影子可以拉很長，走路時完全沒有聲音，在偵查敵情時非常有用，但是不善於戰鬥。喜歡阿伊阿拉牠的舌頭。最後回到了復活後的黑暗世界。
卡夫卡
被稱作「華縛的卡夫卡」的騎士，向絲多拉城的公主宣誓效忠，因為她的命令而和拉魯同行，體內寄宿著影獸里茲。
里茲
和卡夫卡共生的影獸，外型是巨大的薔薇及荊棘，被稱作「薔薇鎖獸」，善於守備，原本是以荊棘藤蔓絞殺敵人，在吸收前來攻擊絲多拉城的水獸後，能以水刀當作武器。
努伊
和卡夫卡一起守衛絲多拉城的的狗，體內是否有寄宿影獸不明。牠擁有能夠分辨出被影獸寄宿的人及附近是否有影獸特殊能力，原本牠只要發現影獸在附近就會大叫，後來被卡夫卡訓練成附近有影獸時只會搖尾巴以免被敵人發現位置。只要有人拿她喜歡吃的花生給牠，就算對方體內有影獸，牠也會把對方當同伴。
森斯
在路里拉市請求加入拉魯一行人的少年，其目標是救出被影獸抓去當黑暗女王的活祭的姊姊，原本因為體內沒有影獸而被拒絕，但是他冒險跑出路里拉市的城牆外的黑暗中，終於得到了想回到黑暗世界中的影獸寄宿。
肯爾
和森斯共生的影獸，外型是一隻水黽，原本的體型非常小，後來吃了其他影獸的肉，體型才變大，還得到大蛇獸的毒的能力。能夠輕鬆的在水面行走，而且只要牠在水面上森斯就能待在水中不用換氣。在黑暗世界復活後回到了黑暗世界。

#### 嘉烈德一行人
嘉烈德
被稱作「無敵戰士」的劍客，體內寄宿著同樣也能使用特殊融合的影獸－白虎蓋伊拉，和拉魯一樣以打倒黑暗女王為目標。戰鬥時常常說出口頭禪「再會了」，擅長用劍，戰術高明。
蓋伊拉
寄宿在嘉烈德體內的影獸，被稱作人類最強的幫手「超現實猛獸－白虎」，也是和古拉德一樣能特殊融合的影獸，不斷尋找強悍的宿主，只要發現比現在宿主更強的人就會吃掉現在的宿主以得到他的智慧和能力，然後轉移到更強的人身上。
莉拉
嘉烈德的隨從。

## 出版書籍
| 卷數 | 集英社        | 集英社                 | 文化傳信       | 文化傳信               | 東立出版社     | 東立出版社             |
| 卷數 | 發售日期      | ISBN                   | 發售日期       | ISBN                   | 發售日期       | ISBN                   |
| ---- | ------------- | ---------------------- | -------------- | ---------------------- | -------------- | ---------------------- |
| 1    | 2007年4月4日  | ISBN 978-4-08-874376-9 | 2007年8月1日   | ISBN 978-962-8965-59-5 | 2007年8月3日   | ISBN 978-986-10-0486-6 |
| 2    | 2007年7月4日  | ISBN 978-4-08-874388-2 | 2007年11月16日 | ISBN 978-962-8965-81-6 | 2007年10月19日 | ISBN 978-986-10-0469-3 |
| 3    | 2007年9月4日  | ISBN 978-4-08-874416-2 | 2007年12月8日  | ISBN 978-962-8987-34-4 | 2007年12月11日 | ISBN 978-986-10-0675-8 |
| 4    | 2007年11月2日 | ISBN 978-4-08-874437-7 | 2007年12月28日 | ISBN 978-962-8987-81-8 | 2008年1月2日   | ISBN 978-986-10-1002-1 |